# 四王村
四王村（しおうむら）は、かつて新潟県南蒲原郡にあった村。

## 沿革
- 1889年（明治22年）4月1日 - 町村制の施行により、南蒲原郡蔵内村、茅原村、戸口村及び安代村の区域をもって、南蒲原郡四王村が発足する。
- 1899年（明治32年）9月15日 - 南蒲原郡大潟村及び四王村が合併して、改めて南蒲原郡大潟村が発足する。